# Albert Wolff (escrime)
Pour les articles homonymes, voir Albert Wolff et Wolff.
Albert Wolff, né le 13 juillet 1906 à Barr et mort le 14 juin 1989 à Scottsdale, est un escrimeur français naturalisé américain pratiquant l'épée et le fleuret. 

## Carrière
Albert Wolff se qualifie pour les Jeux olympiques d'été de 1936 à Berlin mais étant Juif, il refuse de participer aux Jeux organisés par l'Allemagne nazie. 
Il obtient la médaille d'argent en épée par équipes aux championnats du monde de 1937 à Paris, puis la médaille d'or dans la même épreuve aux championnats du monde de 1938 à Piestany.
Militaire français lors de la Seconde Guerre mondiale, il est capturé par les Allemands ; il parvient à s'échapper d'un camp d'internement et rejoint les États-Unis. Il intègre l'US Army et retourne en Europe combattre l'armée allemande.
Après la guerre, il concourt sous les couleurs américaines. Il dispute les Jeux olympiques d'été de 1948 et de 1952, sans obtenir de médaille, et remporte lors des Jeux panaméricains de 1951 à Buenos Aires une médaille d'or en fleuret par équipes et une médaille d'argent en épée par équipes.